# David MacMillan
David William Cross MacMillan (sinh 16/3/1968) là một nhà hóa học sinh ra tại Anh và là Giáo sư Hóa học Đại học Xuất sắc James S. McDonnell tại Đại học Princeton, nơi ông cũng là Chủ nhiệm Khoa Hóa học từ năm 2010 đến năm 2015. Ông được trao giải Nobel hóa học năm 2021 cùng với Benjamin List với công trình khoa học nghiên cứu sự phát triển chất hữu cơ bất đối xứng làm xúc tác.

## Tiểu sử
MacMillan sinh ra ở Bellshill, Scotland vào năm 1968. Ông nhận bằng đại học về hóa học tại Đại học Glasgow, nơi ông làm việc với Ernie Colvin.
Năm 1990, ông rời Vương quốc Anh để bắt đầu nghiên cứu tiến sĩ dưới sự hướng dẫn của Giáo sư Larry Overman tại Đại học California, Irvine. Trong thời gian này, ông tập trung vào sự phát triển của phương pháp phản ứng mới hướng tới sự hình thành có kiểm soát nổi của tetrahydrofurans hai vòng.  Các nghiên cứu sau đại học của MacMillan đạt đến đỉnh cao trong việc tổng hợp tổng số 7 - (-) - deacetoxyalcyonin acetate, một eunicellin diterpenoid được phân lập từ san hô mềm Eunicella stricta. Ông lấy bằng tiến sĩ năm 1996.

## Sự nghiệp và công tác nghiên cứu
Sau khi nhận bằng tiến sĩ, MacMillan nhận lời làm việc với giáo sư David Evans tại Đại học Harvard.  Các nghiên cứu sau tiến sĩ của ông tập trung vào xúc tác enantioselective, đặc biệt, thiết kế và phát triển các phức hợp bisoxazoline được đánh giá bằng Sn (II) (hộp Sn (II)).